# Gyurgyevói csata
A gyurgyevói csata a tizenöt éves háború egyik ütközete, amely 1595. október 27–30. között zajlott az Oszmán Birodalom és több keresztény ország (Erdélyi Fejedelemség, Havasalföldi Fejedelemség, Moldvai Fejedelemség, Német-római Birodalom) között. 

## Előzményei
Rudolf császár és magyar király törökellenes szövetséget kötött az Erdélyi Fejedelemséggel és a románokkal. A havasalföldiek, mint török vazallus állam, függetlenedni akartak. 

## A csata
A lázadó román seregek ellen az Oszmán Birodalom támadást indított. Bocskai István felmentő serege Gyurgyevónál verte le a sereget az erdélyiek segítségével. 

## Következményei
A sereg leverése után III. Mehmed személyesen vezette seregét hadba az Erdélyi Fejedelemség ellen. 1596-ban a törökök elfoglalták Eger várát, ezáltal létrejött a harmadik török vilajet (a másik kettő volt Buda és Temesvár).  